# Grand Prix de Denain 1999
La 41e édition du Grand Prix de Denain a eu lieu le 22 avril 1999. Elle a été remportée par le Néerlandais Jeroen Blijlevens.

## Classement final
Jeroen Blijlevens remporte la course en parcourant les 189 kilomètres en 4 h 28 à la vitesse moyenne de 42,313 km/h,.
| Classement final, | Classement final,       | Classement final, | Classement final,                   | Classement final, |
|                   | Coureur                 | Pays              | Équipe                              | Temps             |
| ----------------- | ----------------------- | ----------------- | ----------------------------------- | ----------------- |
| 1er               | Jeroen Blijlevens       | Pays-Bas          | TVM-Farm Frites                     | en 4 h 28 min 0 s |
| 2e                | Jaan Kirsipuu           | Estonie           | Casino                              | m.t               |
| 3e                | Niko Eeckhout           | Belgique          | Palmans-Ideal                       | m.t               |
| 4e                | Stéphane Barthe         | France            | Casino                              | m.t               |
| 5e                | Ludovic Capelle         | Belgique          | Home Market                         | m.t               |
| 6e                | Damien Nazon            | France            | La Française des Jeux               | m.t               |
| 7e                | Franky Van Haesebroucke | Belgique          | Collstrop-De Federale Verzekeringen | m.t               |
| 8e                | Sébastien Hinault       | France            | Crédit agricole                     | m.t               |
| 9e                | Lars Michaelsen         | Danemark          | La Française des Jeux               | m.t               |
| 10e               | Fabiano Fontanelli      | Italie            | Mercatone Uno                       | m.t               |
| modifier          |                         |                   |                                     |                   |